# Monument (Alarmierungssystem)
„Monument“ (russisch „МОНУМЕНТ“) bezeichnete das Alarmierungssystem der Vereinten Streitkräfte des Warschauer Pakts. Das System, zentral organisiert vom Stab der Vereinten Streitkräfte in Moskau, wurde in der Mitte der 1980er-Jahre eingeführt.

## Hauptaufgabe

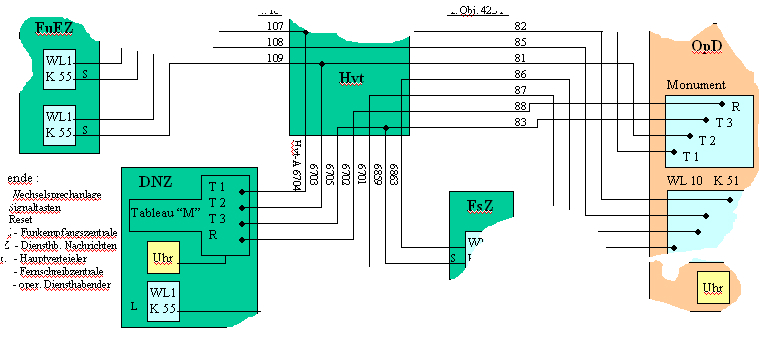
Auszug aus dem Schema zum Empfang der Signale „Monument“ des Stabes der Vereinten Streitkräfte in der Nachrichtenzentrale des MfNV

Die Hauptaufgabe des Systems, schnelle und bei Erfordernis zentrale Überführung aller Streitkräfte in eine höhere Stufe der Gefechtsbereitschaft mittels codierter Signale bei Nutzung bestehender Funk- und Drahtverbindungen. Ergänzend wurde vom Stab der Vereinten Streitkräfte ein spezielles Empfangsfunknetz mit der Bezeichnung FuN 4351 geschaffen. In den Nachrichtenzentralen der Generalstäbe und des Hauptstabes der NVA waren besondere Maßnahmen zum Empfang der Signale und deren Weiterleitung zu treffen.
Parallel zur Einführung des Systems wurden in den Vereinten Streitkräften die Dringlichkeitsstufen für die Übermittlung aller Arten von Informationen neu definiert.
Fortan hatte die Dringlichkeitsstufe „Monument“ oberste Priorität.

## Die NVA im System

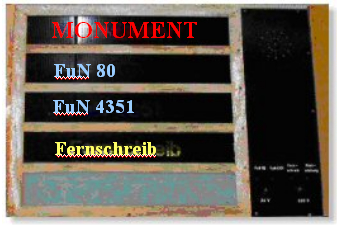
Anzeigetafel für den Eingang von Signalen „Monument“ bei den Diensthabenden in der Nachrichtenzentrale und im operativen Führungszentrum des MfNV

Die NVA war Bestandteil des Systems. Im Hauptstab der NVA war die Hauptnachrichtenzentrale des Ministeriums für Nationale Verteidigung mit der Schaffung der Voraussetzungen zum Empfang der Signale beauftragt.  Diese beinhalteten die Installation eines zusätzlichen Funkempfangsarbeitsplatzes in der Funkempfangszentrale und den Einsatz logischer Bauelemente zur Aufzeichnung der Signale und Ankündigung dieser beim Diensthabenden der Nachrichtenzentrale (DNZ) und dem Operativen Diensthabenden des MfNV. Die Ankündigung der Signale in den Funknetzen erfolgte mit dem Morsezeichen viermal „x“. Es beinhaltete ein Schlüsselwort mit Landeskennung. Der Operative Diensthabende (OpD) im MfNV hatte das Schlüsselwort des Signals auf seine Bedeutung hin auszuwerten und bei gegebenen Anlass die NVA über das
Alarmierungssystem „Schnur“ zu alarmieren.

## Empfang, Aufzeichnung und Weiterleitung der Signale
Zwei Funker überwachten permanent das FuN 80 der ständigen Gefechtsbereitschaft und das neu organisierte Funknetz 4351. Mit Ankündigung eines Signals wurden per Tastendruck die automatische Aufzeichnung eingeschaltet und die Diensthabenden in Bereitschaft versetzt. Optisch und akustisch wurde ihnen ein Signal angekündigt. Parallel dazu wurde automatisch eine Quarzuhr zur Zeiterfassung des Signaldurchlaufs bis zum Empfänger in Gang gesetzt.
Laufende Tätigkeiten waren zu unterbrechen. Der DNZ hatte die Kontrolle des Signalempfangs und der Weiterleitung an den OpD zu kontrollieren. Diesem wurde es fernmündlich über eine Wechselsprechanlage zugesprochen, anschließend über die Rohrpostzentrale zugestellt. Analog wurden die Signale auf den gedeckt arbeitenden Fernsprech- und Fernschreibverbindungen empfangen und weitergeleitet. Der OpD hatte den Empfang von Signalen „Monument“ beim Stab der Vereinten Streitkräfte zu bestätigen.